# 勒格莱济勒
勒格莱济勒（法語：Le Glaizil，法語發音：[lə ɡlɛzil]）是法国上阿尔卑斯省的一个市镇，属于加普区。

## 地理
勒格莱济勒（44°45'13"N, 5°58'59"E）面积21.93 平方千米，位于法国普罗旺斯-阿尔卑斯-蓝色海岸大区上阿尔卑斯省，该省份为法国东南部内陆省份，北起萨瓦省，西北接伊泽尔省，西南接德龙省，南至上普罗旺斯阿尔卑斯省，东北部与意大利接壤。
与勒格莱济勒接壤的市镇（或旧市镇、城区）包括：勒努瓦埃、圣菲尔曼、博凡、莫内斯捷当贝勒、欧贝萨涅。

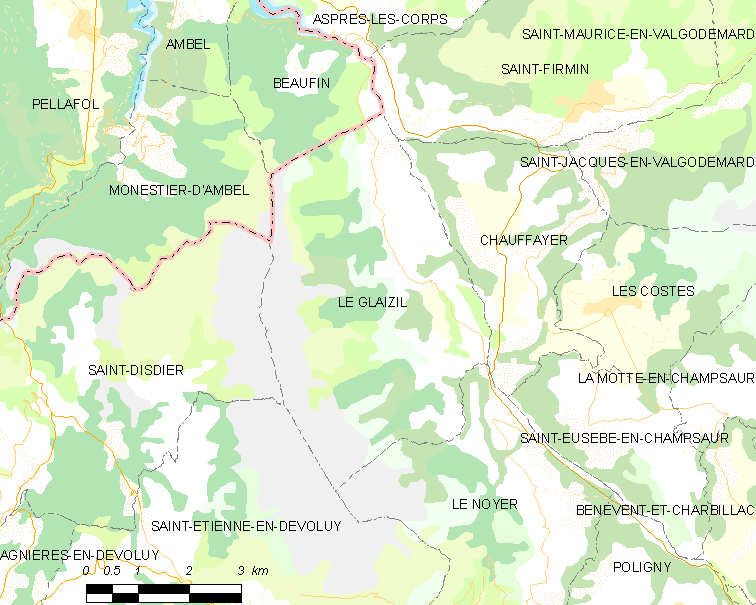
勒格莱济勒的OSM定位图

勒格莱济勒的时区为UTC+01:00、UTC+02:00（夏令时）。

## 行政
勒格莱济勒的邮政编码为05800，INSEE市镇编码为05062。

## 政治
勒格莱济勒所属的省级选区为圣博内昂尚索尔县。

## 人口

1962-2008年间勒格莱济勒人口变化图示

勒格莱济勒于2022年1月1日时的人口数量为176人。